# Putain (récit)
Putain est un récit autofictionnel, publié aux Éditions du Seuil (2001) et écrit par l'écrivaine québécoise Nelly Arcan, dans lequel elle raconte son expérience en tant qu'escorte lorsqu'elle était étudiante en études littéraires à l'UQÀM.

## Synopsis
Dans ce roman, Nelly Arcan — pseudonyme d'Isabelle Fortier — narre son quotidien de prostituée de luxe dans les quartiers anglophones de Montréal. Cynthia, la narratrice, décrit notamment la tension entre deux mondes : le monde du luxe et de la prostitution et le monde universitaire puisqu'elle est étudiante à l'UQÀM. Son témoignage fait état de la relation qu'elle entretient avec ses clients, mais aussi avec sa famille. Arcan narre ses rêves d'inceste envers son père imaginé en client, lequel apparaît comme un coureur de jupons notoire qui passe tout son temps hors de la maison, à séduire d'autres femmes. Elle attaque sa mère, en position d'attente, prise au piège dans son statut larvaire, déjà éteinte et morte avant l'heure.
Dans ses visites avec son psychanalyste, elle confronte ses pulsions de mort et se questionne sur les rapports homme/femme.

## Analyse
Putain est un mélange entre autofiction, autobiographie et fiction structuré comme un long soliloque adressé à un psychanalyste, demeurant muet. Le roman s'articule autour d'une ambiguïté entre vérité autobiographique et fiction.
Littérature sur la prostitution, Putain est un récit qui ne fait pas de la prostituée une figure de frivolité ou de séduction mais une figure du témoignage : les réalités de la pratique de la prostitution sont livrées par la multiplication de descriptions crues.
Allant à l'encontre des clichés de la figure de prostituée (comme ancienne victime d'inceste ou d'abus sexuels), la narratrice de Putain, Cynthia analyse son choix issu moins d'un mal-être que d'une satisfaction narcissique dans la beauté. Le regard porté par la narratrice sur sa propre mère cristallise une partie de sa fascination pour la beauté : choisir de se prostituer pour Cynthia signifie s'incarner dans une posture de séduction vis-à-vis des hommes et donc éviter l'abandon du père vécu par la mère. Le thème de la beauté traverse en réalité tout le récit en tant qu'obsession de la narratrice mais également en tant que diktat imposé aux femmes. A contrario, les clients sont décrits comme laids, gras et vieillissants sans que cela ne contrevienne à des attentes sociétales.
En plus de jouer avec l'identité réelle et fictive de l'auteure, Putain est une adresse à « toutes les femmes » : ce syntagme se retrouve dans une grande partie des analyses sur le récit d'Arcan ainsi que dans ses adaptations puisque l'actrice Mylène Mackay qui incarne le personnage principal dans l'adaptation cinématographique d'Anne Émond déclarera dans une émission Tapis Rose : « Je pense que Nelly Arcan, l'une des forces de son écriture c'est qu'elle est une partie de toutes les femmes ». Dans un ouvrage collectif dédié à l'auteure québécoise, Nancy Huston précise cependant que la propension au collectif du récit d'Arcan est à restituer selon une lecture principalement occidentale du roman et ne se poserait pas selon les mêmes modalités pour d'autres femmes dans le monde.

### Les personnages

#### Cynthia
Le personnage principal, Cynthia, est caractérisé par son absence de voix, de corps et de désir qui lui seraient propre : « mon corps est réduit à un lieu de résonance, et les sons qui sortent de ma bouche ne sont pas les miens, je le sais, car ils répondent à une attente ». En ce sens, la figure du collectif dans le récit est une entrave à l'expression libre de l'individu puisqu'il vient en déterminer le monologue,. La narratrice souligne la perte de son identité dans la masse. Le nom de travail choisi par la narratrice n'est d'ailleurs pas le sien puisque c'était celui de sa sœur, morte en bas âge, soit un an avant sa naissance.

#### La mère
Le personnage de la mère est décrite comme une « larve », demeurant constamment dans une position d'attente de reconnaissance et de désir du père. Clouée au lit à cause d'une scoliose, la mère est comparée à une Belle au bois dormant.

#### Le père
Le personnage du père est au contraire de la mère une figure de la jouissance.

#### Le psychanalyste
Au travers du texte, la narratrice raconte le déroulement de séances avec son psychanalyste. Celui-ci est un personnage silencieux qui est perçu comme étant le seul homme qui n'objective pas la narratrice.

## Réception
Putain est le premier récit de Nelly Arcan. À sa sortie, il attire l'attention des journalistes et des universitaires,. La dimension autobiographique du récit a notamment été débattue et participe à la fois au scandale entourant le roman qu'à sa célébrité. Ce livre vaut à l'auteure des nominations pour les prix Médicis et Femina. Le récit est traduit en allemand en 2002 par Holger Fock et Sabine Müller ainsi qu'en anglais en 2004 par Bruce Benderson.
En janvier 2009 paraît une édition « spéciale érotique » couplée à un « cadeau coquin » à l'achat de deux ouvrages issus de la collection « Bibliothèque rose » du Seuil.
En 2007, l'auteure estime avoir vendu plus de 75 000 exemplaires. En 2010, on estime que près de 80 000 exemplaires ont été vendus en France. À sa mort, en septembre 2009, les librairies montréalaises écoulent leur stock.

## Adaptations
- 2003: Hure, Isabelle McEwen (performance)
- 2011: Fille du paradis, Ahmed Madani[19]
- 2016 : Nelly, Anne Émond[20]